# Integrovaný dopravní systém

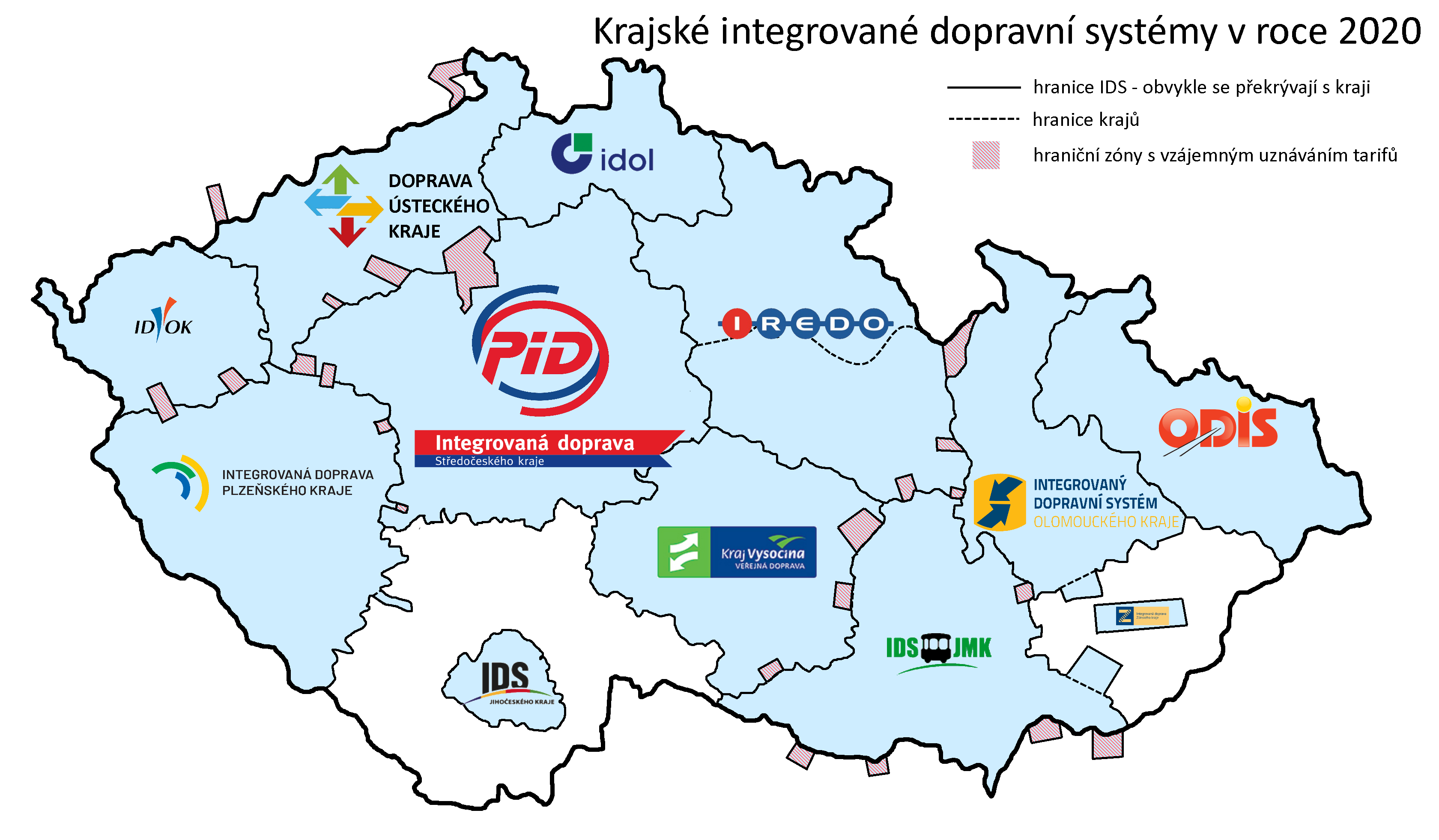
Krajské integrované dopravní systémy v České republice, stav k roku 2020

Integrovaný dopravní systém (IDS) je systém dopravní obsluhy určitého uceleného území veřejnou dopravou, zahrnující více druhů dopravy (např. městskou, regionální, železniční apod.) nebo linky více dopravců, jestliže jsou cestující v rámci tohoto systému přepravováni podle jednotných přepravních a tarifních podmínek.
Doprava bývá v rámci IDS zajišťována různými dopravními prostředky: železnicí, metrem, tramvajemi, trolejbusy, autobusy, lanovkami nebo plavidly. Integrace může zahrnovat i návaznosti na cyklistickou nebo automobilovou dopravou formou P+R, B+R nebo K+R. Na dopravě v rámci IDS se mohou účastnit různí dopravci, přičemž jízdní řády jednotlivých linek v rámci IDS by měly být optimalizovány, a to bez ohledu na to, který dopravce dotyčnou linku provozuje. Cestující v integrované dopravě používají jednotné jízdenky, které lze použít v celém systému bez ohledu na dopravce a použitý dopravní prostředek. Míra a způsob integrace se však v jednotlivých IDS liší.
Charakter integrovaného dopravního systému mají v podstatě i stávající systémy městské hromadné dopravy nebo systém dopravy na celostátních a regionálních železničních drahách, ale jako integrovaný dopravní systém se zpravidla označují až dopravní systémy, vzniklé rozšířením stávajícího systému městské hromadné dopravy do větší vzdálenosti od města, integrací více tradičních dopravních systémů v jednotlivých městech (tradiční městská hromadná doprava, železniční doprava, příměstské autobusové linky) nebo zavedením zónového tarifu v uceleném širším regionu.
V současné době se v českých IDS zpravidla používá zejména zónový nebo pásmový tarif. To znamená, že území s integrovaným dopravním systémem se člení na jednotlivé zóny (pokud mají tvar soustředných kruhů, resp. mezikruží čili prstenců, označují se jako pásma). Pásmové rozdělení území IDS je výhodnější v případě menšího území s jednou městskou aglomerací uprostřed, u kterého v okrajových částech převládají radiální přepravní proudy. Rozdělení na zóny je vhodnější v území s více regionálními centry a větším podílem mezizónové přepravy.

## Historie
Za první integrovaný dopravní systém podobného typu bývá označován ten, který vznikl roku 1965 v Hamburku v Německu. Další vznikl roku 1972 v Mnichově u příležitosti zprovoznění páteřní linky S-Bahnu. Zpočátku byly organizátorské firmy společenstvím dopravců, kolem roku 1996 došlo k reorganizaci veřejné dopravy a organizátorské firmy přešly z vlastnictví dopravců do společného vlastnictví objednatelů dopravy, tedy měst, spolkových zemí a okresů.

## Integrované dopravní systémy v Česku
V České republice začaly být integrované dopravní systémy vytvářeny až začátkem 90. let 20. století.
V současné době existují v České republice zejména tyto integrované dopravní systémy (v některých případech je ovšem diskutabilní, zda dopravní systém označovaný jako integrovaný má skutečně charakter IDS; jednotlivé systémy se také nacházejí v různém stupni integrace). Kromě velkoplošných integrovaných systémů existují i mnohé lokální přesahy městských hromadných doprav za hranice města či dohody dopravců o vzájemném uznávání jízdenek.
- Pražská integrovaná doprava (PID)
- Integrovaný dopravní systém Jihočeského kraje (IDS JK)
- Integrovaný dopravní systém Jindřichův Hradec (IDS JH)
- Integrovaný dopravní systém Táborska (IDS TA)
- Integrovaná doprava Plzeňského kraje (IDPK)
- Integrovaná doprava Karlovarského kraje (IDOK)
- EgroNet
- Doprava Ústeckého kraje (DÚK)
- Integrovaný dopravní systém Libereckého kraje (IDOL)
- Integrovaná regionální doprava Královéhradeckého a Pardubického kraje (IREDO)
- Východočeský dopravní integrovaný systém (VYDIS)
- Veřejná doprava Vysočiny (VDV)
- Integrovaný dopravní systém Jihomoravského kraje (IDS JMK)
- Integrovaný dopravní systém Olomouckého kraje (IDSOK)
- Integrovaný dopravní systém Moravskoslezského kraje ODIS (ODIS)
- Zlínská integrovaná doprava (ZID)
- Integrovaná doprava Zlínského kraje (IDZK)

Většina integrovaných dopravních systémů je organizována prostřednictvím společností či příspěvkových organizací zřízených vesměs kraji, z nichž většina je sdružena v České asociaci organizátorů veřejné dopravy, některé kraje organizují dopravu přímo a v této asociaci zastoupení nemají.
Sdružení pro dopravní telematiku v roce 2008 v rámci projektu zpracovaného pro Ministerstvo dopravy navrhlo, aby se Ministerstvo dopravy ČR stalo garantem tzv. národního dopravního standardu, který by zahrnul a respektoval již existující systémy platebně identifikačních systémů ve veřejné dopravě a vytvoření jednotné platformy celoplošných nebo nadregionálních jízdenkových produktů, která je podle zpracovatele v prostředí ČR poptávána. Jednotný standard přináší potřebu centrálního systému, který musí zajišťovat jednotnou evidenci karet, akceptačních zařízení, klíčové hospodářství a evidenci zakázaných karet. Zatím se iniciativou zdola objevují regionální řešení interoperability několika přilehlých systémů pro platbu a odbavení cestujících, ale v ČR stále neexistue celoplošný standard a strategická koncepce. (v minulosti se hovořilo i o tzv. Národní dopravní kartě).
Občanské sdružení Centrum pro efektivní dopravu, které reprezentují Pavel Adámek a Michal Drábek, v roce 2010 publikovalo na svém webu vizi prioritních směrů dopravní politiky, v níž jako čtvrtý z 8 bodů uvedlo vytvořit celostátní integrovaný systém podle vzoru Švýcarska. Ve státní dopravní politice ani ve snahách jednotlivých krajů se však podobná snaha výrazněji neprojevuje.

## Integrované dopravní systémy zahraniční a mezinárodní
- Bratislavská integrovaná doprava (BID)
- Žilinský regionální integrovaný dopravní systém (ŽRIDS)

V Německu, Rakousku a Švýcarsku existuje mnoho integrovaných dopravních systémů, zpravidla se nazývají dopravní svaz (Verkehrsverbund).
Tarifní pásma jsou v německých aglomeracích označována jako zóny – například v Drážďanech, Mnichov používá i pojem Ring (okruh) a někde je dělení provedeno do šestiúhelníků připomínajících včelí plástve, německy Wabe (množné číslo Waben) – např. Mannheim nebo Würzburg.